# 오웬도

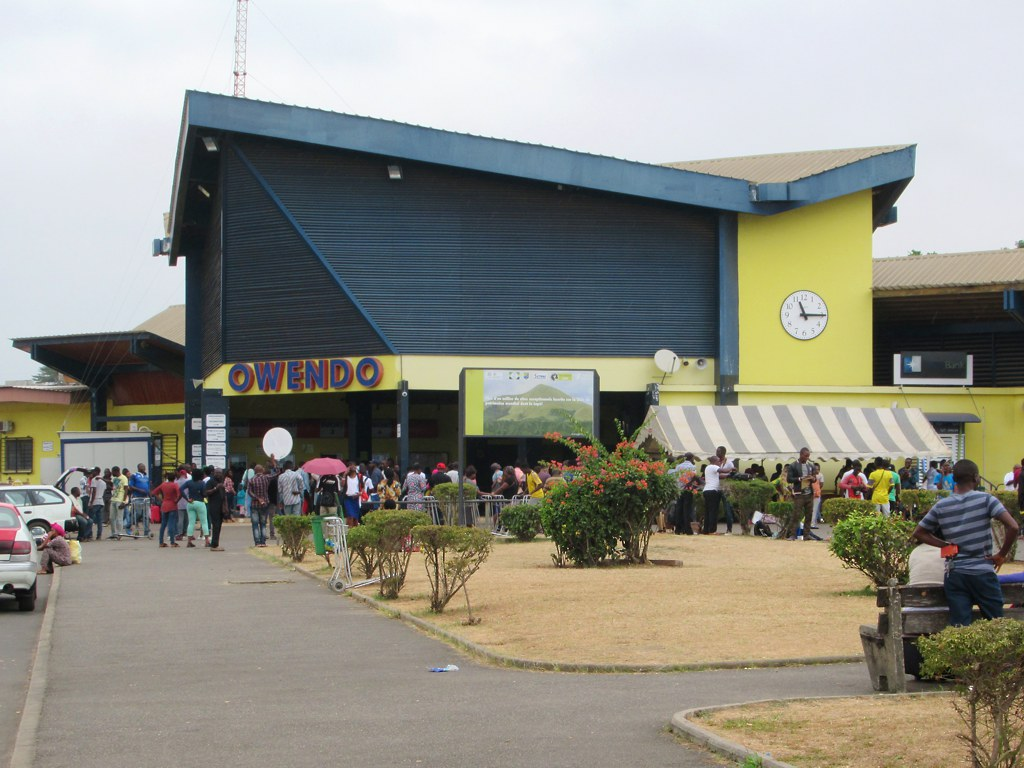
오웬도역

오웬도(프랑스어: Owendo)는 가봉의 항구 도시로, 리브르빌 남서부에 위치한다.
오웬도항이 개항한 것은 1974년으로 당시 화물 취급 능력은 30만 톤이었으나 내륙에서 목재 적재 시설이 정비되면서 1979년에는 150만 톤까지 능력은 증강되었다. 또한 1974년에는 오웬도에서 내륙을 향해 트랜스가봉 철도가 착공하였고 1983년에는 내륙까지 개통되었으며, 이어 1986년에는 망간 광산이 있는 모안다를 거쳐 프랑스빌까지의 노선이 전통하여 목재와 망간 등의 취급이 증가하였다. 특히 망간광은 그동안 COMILOG 케이블웨이를 사용해 콩고 공화국의 푸앵트누아르항에서 실렸던 것들이 모두 오웬도에서 수출되게 됐기 때문에 오웬도항의 중요성은 더욱 커졌다.

## 역사
1978년, 이 도시는 남쪽의 출발점인 트랜스가봉 철도와 연결되었고, 이 선은 프랑스빌로 연결되었다.
19개의 이웃과 더불어 오웬도는 매우 중요한 산업 지역이다. 활기찬 도시가 한창이다.

## 산업
오웬도는 시멘트 공장을 가지고 있다.